# Андреас Декер
Андреас Декер (нім. Andreas Decker, 19 серпня 1952) — німецький академічний веслувальник.
Олімпійський чемпіон 1976, 1980 років у складі розпашної четвірки без стернового.
Чемпіон світу 1974, 1975, 1977, 1979 років у складі розпашної четвірки без стернового, срібний призер 1978 року в складі розпашної четвірки без стернового.
Чемпіон Європи 1973 року в складі вісімки.